# Houghia coccidella
Houghia coccidella là một loài ruồi trong họ Tachinidae.